# Dowództwo Okręgu Korpusu Nr III

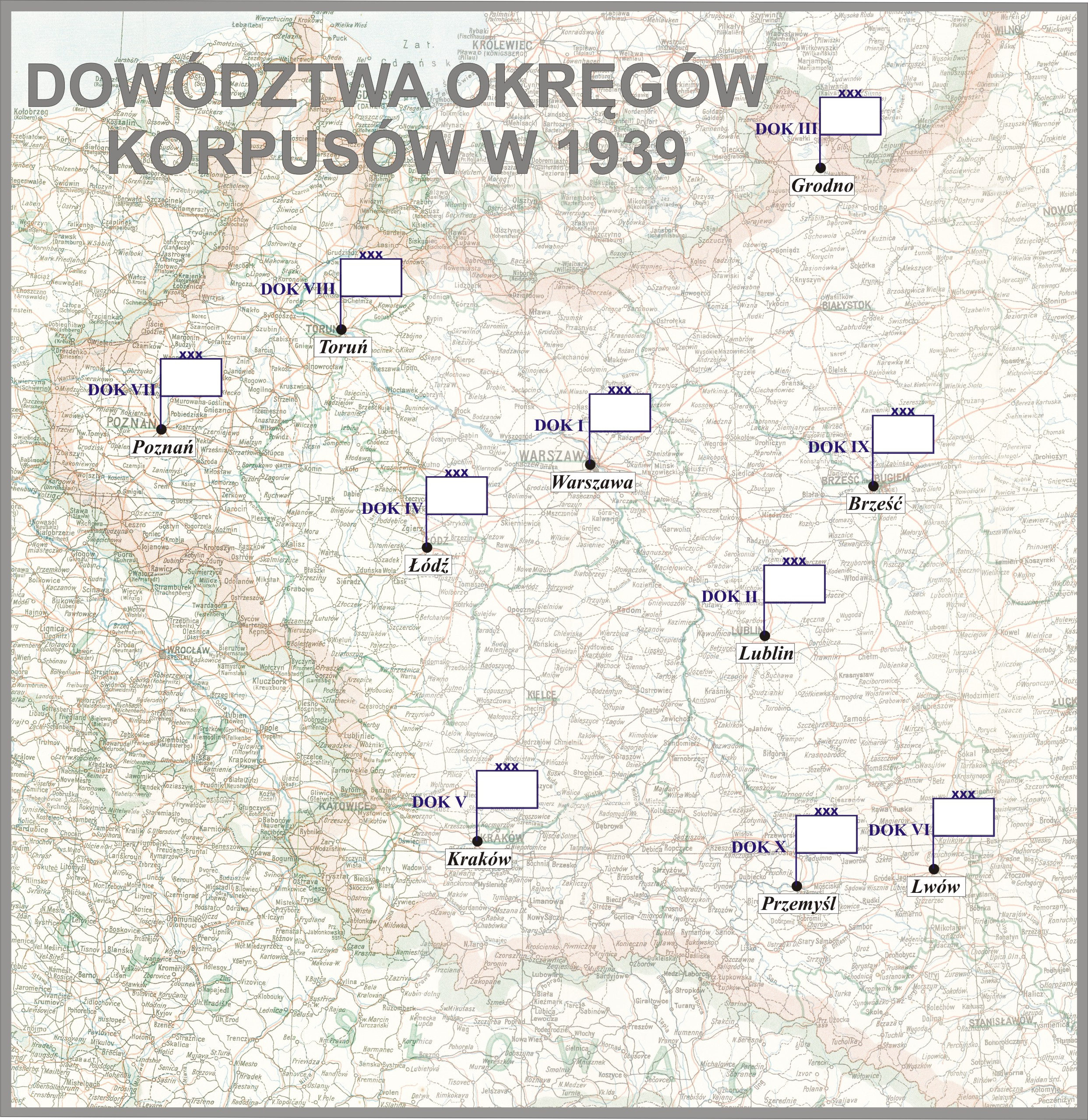
DOK w 1939

Dowództwo Okręgu Korpusu Nr III (DOK III) – organ pracy dowódcy Okręgu Korpusu Nr III w latach 1921–1939.
W grudniu 1921 roku szefostwa DOK III zostały przeniesione z Białegostoku do Grodna, natomiast dowódca OK III ze sztabem w styczniu następnego roku. W listopadzie 1922 roku, po kilkumiesięcznym pobycie w Wilnie, Sztab DOK III, Szefostwo Artylerii i Służby Uzbrojenia oraz Szefostwo Poborowe ponownie zostały przeniesione do Grodna.

## Obsada personalna
Dowódcy okręgu generalnego i okręgu korpusu
- gen. ppor. Adam Mokrzecki (1920)
- gen. Władysław Frankowski (od 1 IX 1921)
- gen. Daniel Konarzewski (od 10 VI 1922)
- gen. Juliusz Tarnawa-Malczewski (od 6 XII 1922)
- gen. Leon Berbecki (od 28 III 1924)
- gen. Kazimierz Dzierżanowski (od 3 III 1926)
- gen. bryg. Gustaw Truskolaski (19 III – 15 VII 1927)
- gen. bryg. inż. Aleksander Litwinowicz (od 15 VII 1927[3])
- gen. bryg. Michał Karaszewicz-Tokarzewski (11 XI 1935 – 3 VIII 1936 → dowódca OK VI)
- gen. bryg. Franciszek Kleeberg (od 3 VIII 1936)
- gen. bryg. Józef Olszyna-Wilczyński (od 19 II 1938)

Zastępcy dowódcy okręgu generalnego i okręgu korpusu
- płk piech. Stanisław Springwald (25 V 1921 – 15 V 1923 → stan spoczynku)
- gen. bryg. Adam Jerzy Bieliński (od 15 V 1923)

Pomocnicy dowódcy okręgu
- gen. bryg. Oswald Frank (24 XII 1929 – 12 VII 1932)
- płk dypl. Bohdan Hulewicz (1938–1939)

Szefowie Poborowi / Pomocnicy dowódcy do spraw uzupełnień
- ppłk Kazimierz Korn (był w 1923)[4]
- płk piech. Franciszek Korewo (1932)

Szefowie sztabu
- płk SG Kordian Józef Zamorski (VII 1922 – IV 1924)
- płk SG Radosław Dzierżykraj-Stokalski (IV 1924 – X 1926)
- ppłk SG Mikołaj Freund-Krasicki (31 X 1926 – III 1927)
- ppłk SG Lucjan Janiszewski (1929 – 23 III 1932)
- płk SG Stanisław Marian Augustyn
- ppłk dypl. dr Stanisław Marian Krzysik (do III 1929)
- ppłk dypl. Lucjan Karol Janiszewski (III 1929 – III 1932)
- ppłk dypl. Edward Perkowicz (III 1932 – VI 1934)
- ppłk dypl. Franciszek I Grabowski (od VI 1934)

Zastępcy szefa sztabu
- ppłk SG Juliusz Drapella (15 X - 2 XI 1924)
- ppłk SG Jarosław Okulicz-Kozaryn (od 2 XI 1924)

Szefostwo Artylerii i Służby Uzbrojenia Okręgu Korpusu Nr III (1921–1926)
- szef – gen. bryg. Wincenty Kaczyński (IX 1921 – II 1923)
- szef – gen. bryg. Mikołaj Majewski (III 1923 – IX 1925)
- szef – płk art. Józef Karol Luberadzki (od XII 1925[5] ← kmdt OWar. „Grodno”)
- zastępca szefa – płk Jan Suzin (od X 1925 ze stanowiska dowódcy 29 pap)

3 Okręgowe Szefostwo Artylerii (1926-1928)
- płk art. Józef Karol Luberadzki (do VIII 1926[6])
- gen. bryg. Erwin Mehlem (VIII 1926 – III 1927)
- płk art. Witold Roszkowski (od V 1927[7])

Szefowie 3 Okręgowego Szefostwa Uzbrojenia
- płk art. Stanisław August Sopotnicki (od III 1929[8])
- mjr uzbr. Jan II Bogucki (od X 1931[9])
- mjr uzbr. Tadeusz I Müller[a] (od VIII 1935)

Szefowie inżynierii i saperów - szefowie 3 Okręgowego Szefostwa Saperów
- ppłk Edmund Berezowski
- płk sap. Franciszek Wolf (1922–1929)

Szefowie intendentury
- ppłk / płk int. Maurycy Thorn (był w 1923[4] – †15 V 1926 Arco)

Szefowie łączności i szefowie 3 Okręgowego Szefostwa Łączności w latach 1921-1929 i w 1939 roku
- kpt. / mjr łącz. Antoni Łukoś (1923 i  1924[11][12])
- ppłk łącz. Oskar Sikora (V 1927[13] – 30 X 1928 → stan spoczynku[14])

Szefowie sanitarni
- płk lek. Wacław Szreders (od XI 1922[15])

Naczelni lekarze weterynarii - szefowie służby weterynaryjnej
- płk lek. wet. Jan Ślaski (do 1 VI 1935)
- ppłk lek. wet. Stanisław Dowgiałło (od 1 VI 1935)

Szefowie służby duszpasterstwa wyznania rzymskokatolickiego
- ks. proboszcz Stanisław Żytkiewicz (1922–1924)
- ks. proboszcz Roman Tartyłło (1924)
- ks. dziekan Kazimierz Suchcicki (1927-1934 → dziekan OK IV)
- ks. proboszcz Otto Kristen (p.o. 1934 – V 1936 → administrator parafii w Złoczowie)
- ks. proboszcz Walenty Pączek (V 1937 – 1939)

Szefowie Remontu
- płk Florian Popławski (był w 1923)[4]

Dowódcy obrony przeciwlotniczej
- płk dypl. SG Jarosław Okulicz-Kozaryn (31 X 1938 – )

Szef Taborów
- mjr tab. Franciszek Drwota (do IX 1939)

3 Okręgowy Urząd WFiPW
- ppłk piech. Jan Kotowicz (III 1930 – III 1932)
- ppłk piech. Marian Frydrych (III 1932 – XI 1933)
- ppłk dypl. piech. Kazimierz Florek (XI 1933 – VIII 1935)
- ppłk piech. Ignacy Bobrowski (od VIII 1935)
- płk dypl. piech. Edward Perkowicz (1937 – IX 1939)

Oficerowie sztabu
- ppłk Antoni Dargiewicz[16] (do stycznia 1920)
- chor. Stanisław Belof – (1923–1929 kierownik Kancelarii Głównej w szefostwie intendentury)